# 各國軍事列表
本列表羅列現今世界各国家或地区的武裝力量，包括隸屬於國防部或同等部門的軍事及安全部隊，通常有陸軍、海軍、空軍和海軍陸戰隊；以及隸屬於內政部或同等部門的準軍事及安全部隊，通常有憲兵、邊防及海岸警衛隊、軍事警察及其他內部安全部隊。
武装部隊與軍隊通常被認為是同義詞，但嚴格意義上來說，武裝部隊除了正規軍隊之外，還包括非正規的準軍事部隊。不僅是軍隊，其他如民兵隊、自衛隊、巡邏隊、警衛隊、防衛隊、保安隊等擁有武器、裝備、動員和作戰能力的組織，也是具有類似軍事化的武裝部隊。

## 亞洲

### 阿布哈茲
阿布哈茲軍事
- 阿布哈茲陸軍
- 阿布哈茲海軍（英语）
- 阿布哈茲空軍

### 南奥塞梯
南奧塞梯武裝力量

### 塔利班
阿富汗伊斯蘭酋長國
- 阿富汗伊斯兰酋长国军
  - 阿富汗伊斯兰酋长国陆军（英语）
  - 阿富汗伊斯兰酋长国空军（英语）

 阿富汗潘杰希尔抵抗势力

### 亞美尼亞
亞美尼亞國民軍
- 亞美尼亞陸軍（英语）
- 亞美尼亞空軍和防空軍（英语）

亞美尼亞國家安全局
- 亞美尼亞邊境防衛隊（英语）

### 
阿塞拜疆武裝力量
- 阿塞拜疆陸軍
- 阿塞拜疆海軍
- 阿塞拜疆空軍
- 阿塞拜疆國民警衛隊（英语）

阿塞拜疆內務部
- 阿塞拜疆邊境防衛隊（英语）（包含海岸防衛隊）
- 阿塞拜疆內務部隊（英语）

### 巴林
巴林國防軍
- 巴林皇家陸軍（英语）
- 巴林皇家海軍（英语）
- 巴林皇家空軍（英语）
- 巴林皇家醫療服務（英语）
- 巴林皇家衛隊（英语）（正式由陸軍指揮，但行使相當大的自主權）

巴林內政部
- 巴林國民衛隊（英语）
- 特種安全部隊（英语）
- 海岸警衛隊

### 
孟加拉武裝力量
- 孟加拉陸軍（英语）
- 孟加拉海軍（英语）
- 孟加拉空軍（英语）

孟加拉內政部
- 孟加拉邊境警衛隊（英语）
- 孟加拉海岸警衛隊（英语）
- 快速行動營（英语）（準軍事組織）
- 志願部隊（英语）（準軍事組織）
- 鄉村衛隊（英语）（準軍事組織）
- 孟加拉國步槍隊 (準軍事組織)

### 不丹
不丹擁有一支輕武裝的步兵部隊，專注於邊境保護和內部安全；印度負責不丹的軍事訓練、武器供應和防空。
不丹軍事
- 不丹皇家陸軍（英语）（包含不丹皇家衛隊（英语））
- 國家民兵

不丹內政和文化部
- 不丹皇家警察（英语）

### 英屬印度洋領地
英軍駐英屬印度洋領地部隊
英屬印度洋領地的防禦由英國負責。英國將迪亞哥加西亞島租借給美國，共同建立一個軍事基地，主要由美軍運作，作為美國海軍艦隊的中繼補給站。

### 
汶萊皇家武裝部隊
- 汶萊皇家陸軍（英语）
- 汶萊皇家海軍（英语）
- 汶萊皇家空軍（英语）

### 柬埔寨
柬埔寨皇家武裝部隊
- 柬埔寨皇家陸軍
- 柬埔寨皇家海軍
- 柬埔寨皇家空軍
- 柬埔寨皇家憲兵

國家海上安全委員會
- 履行海岸警衛隊職能，並有軍事和民政機構的代表。

洪森保鑣部隊（BGU）

### 
塔吉克斯坦武裝力量
- 塔吉克陸軍（英语）
- 塔吉克空軍和防空軍（英语）
- 塔吉克機動軍（英语）（包含空降兵和山地步兵部隊）
- 塔吉克國民警衛隊（英语）

塔吉克斯坦內務部
- 塔吉克內務部隊（英语）

國家安全委員會
- 塔吉克邊防部隊（英语）

### 中華民國
中華民國國軍
- 中華民國陸軍
  - 中華民國陸軍航空特戰指揮部
  - 中華民國陸軍特種作戰指揮部
- 中華民國海軍
  - 中華民國海軍反潛航空大隊
  - 中華民國海軍海上戰術偵蒐大隊
  - 中華民國海軍陸戰隊
- 中華民國空軍
  - 空軍防空暨飛彈指揮部
- 中華民國憲兵
- 中華民國國防部
  - 國防部後備指揮部
  - 國防部聯合後勤司令部
  - 國防部資通電軍指揮部
  - 國防部政治作戰局
    - 軍事安全總隊
    - 心理作戰大隊

準軍事組織
- 海洋委員會海巡署（隸屬於海洋委員會）
  - 海巡特勤隊
  - 岸防部隊
- 中華民國內政部
  - 內政部空中勤務總隊
  - 內政部消防署
  - 中華民國警察
    - 義勇警察
    - 中華民國特種警察
    - 保安警察
    - 除暴特勤隊
    - 維安特勤隊
    - 快速打擊犯罪部隊
- 靖安小組 (隸屬於矯正署)

### 中华人民共和国
中华人民共和国武装力量
《中华人民共和国国防法》第22条规定，中华人民共和国武装力量由中国人民解放军、中国人民武装警察部队和中国民兵组成。其中，中国人民解放军分为现役部队和预备役部队。
中國人民解放軍
- 中國人民解放軍陸軍
- 中國人民解放軍海軍
- 中國人民解放軍空軍
- 中國人民解放軍火箭軍
- 中國人民解放軍戰略支援部隊
- （中央军委直属独立兵种）
  - 中國人民解放軍聯勤保障部隊

中國人民武裝警察部隊
- - 中國人民武裝警察部隊內衛部隊
  - 中國人民武裝警察部隊機動部隊
  - 中國人民武裝警察部隊海警部隊

中國民兵

### 澳門
澳門軍事
- 中國人民解放軍駐澳門部隊（中央軍事委員會領導，南部戰區行政控制）

準軍事組織
- 澳門保安部隊事務局

### 香港
香港軍事
- 中國人民解放軍駐香港部隊（中央軍事委員會領導，南部戰區行政控制）

準軍事組織
- 香港警務處
  - 警察機動部隊
  - 特別任務連
- 廉政公署（直接向行政長官負責）
- 懲教署
- 海關
- 政府飛行服務隊

### 賽普勒斯
塞浦路斯國民警衛隊
- 塞浦路斯陸軍
- 塞浦路斯海軍（英语）
- 塞浦路斯空軍

### 加沙地带
加沙走廊沒有常規的軍隊，但哈馬斯（伊斯蘭抵抗運動）擁有一支卡桑旅的作戰部隊，直接對哈馬斯政治局負責。加沙走廊還有幾支不同的部隊，包括吉哈德（巴勒斯坦伊斯蘭聖戰運動）的聖城旅。

### 
格魯吉亞國防軍
- 格魯吉亞陸軍
- 格魯吉亞空軍
- 格魯吉亞特種作戰部隊（英语）
- 格魯吉亞國民衛隊（英语）

格魯吉亞內務部
- 格魯吉亞邊防警察（英语）
- 格魯吉亞海岸防衛隊（英语）（海軍於2009年併入海岸防衛隊）

### 印度
印度武裝部隊
- 印度陸軍
- 印度海軍
- 印度空軍
- 印度海岸警衛隊
- 核戰略司令部
- 國防安全總隊（英语）

印度內政部準軍事部隊
- 阿薩姆步槍隊（英语）（隸屬於內政部行政管理，接受國防部指揮）
- 中央武裝警察部隊
  - 邊境安全部隊
  - 中央工業安全部隊
  - 中央預備警察部隊
  - 印藏邊防警察（英语）
  - 國家安全衛隊（英语）
  - 武裝邊防部隊（英语）
- 印度家園衛隊（英语）
- 特別邊境部隊

### 印度尼西亞
印度尼西亞國民軍
- 印度尼西亞陸軍（英语）
- 印度尼西亞海軍（包含海軍陸戰隊（英语））
- 印度尼西亞空軍
- 印度尼西亞防空司令部（英语）（Kohanudnas）
- 印度尼西亞特種作戰司令部（英语）（Koopssus）
- 印度尼西亞戰略預備司令部（英语）（Kostrad）
- 印度尼西亞海洋和海岸巡邏隊（英语）（KPLP，隸屬於交通部（英语））

印度尼西亞國民警察
- 機動警察旅（英语）（Brimob，準軍事部隊）
- 88特別分隊（Densus 88，準軍事部隊）

### 伊朗
伊朗伊斯蘭共和國軍事力量
- 伊朗伊斯蘭共和國軍隊
  - 伊朗伊斯蘭共和國軍隊聯合參謀部（英语）
  - 伊朗伊斯蘭共和國陸軍
  - 伊朗伊斯蘭共和國海軍（包含海軍陸戰隊）
  - 伊朗伊斯蘭共和國空軍
  - 伊朗伊斯蘭共和國防空軍（英语）
- 伊斯蘭革命衛隊
  - 伊斯蘭革命衛隊聯合參謀部（英语）
  - 伊斯蘭革命衛隊陸軍（英语）
  - 伊斯蘭革命衛隊海軍（包含海軍陸戰隊）
  - 伊斯蘭革命衛隊空軍（英语）（戰略導彈控制部隊）
  - 網路司令部
  - 聖城軍
  - 巴斯基（人民動員軍）
- 伊朗伊斯蘭共和國執法部隊（英语）

### 伊拉克
伊拉克武裝力量
伊拉克安全部隊包括軍隊和警察，隸屬於國防部和內政部。
伊拉克國防部
- 伊拉克陸軍（英语）
- 伊拉克海軍（英语）
- 伊拉克空軍
- 陸軍航空司令部
- 防空司令部
- 特種作戰司令部

國家級安全部隊
- 伊拉克反恐部隊（Golden Division）
- 總理特別衛隊（Prime Minister's Special Forces Division）
- 共和國特別衛隊（英语）（Presidential Brigades）

伊拉克內政部
- 聯邦警察指揮部（英语）
- 邊境巡邏指揮部
- 聯邦情報和調查局（英语）
- 緊急應變單位
- 設施保護局（英语）
- 人民動員委員會及附屬部隊

尼尼微平原保護部隊（亞述人軍事組織）

### 伊拉克库尔德斯坦
佩什梅格（庫爾德自治區軍隊）

### 以色列
以色列安全部隊由不同的執法機構、軍隊、準軍事部隊、政府和情報機構組成。
以色列國防軍
- 以色列陸軍
- 以色列海軍（包含突擊隊）
- 以色列空軍（包含防空軍（英语））

以色列公共安全部
- 以色列邊境警察（擁有獨立於以色列警察的架構）

### 日本
根據《日本憲法》第9條，日本禁止建設軍隊，因此自衛隊在法律上並不是軍事組織，但在實際上的功能等同於其他國家的軍隊，隸屬於防衛省。
日本自衛隊
- 日本陸上自衛隊（包含航空科）
- 日本海上自衛隊（包含航空集團（英语））
- 日本航空自衛隊

國土交通省
- 海上保安廳

### 约旦
約旦武裝部隊
- 約旦皇家陸軍（英语）
- 約旦皇家海軍（英语）
- 約旦皇家空軍
- 約旦特種部隊
- 約旦邊防部隊
- 約旦皇家衛隊（英语）
- 約旦皇家維修部隊（英语）
- 阿卜杜拉國王設計開發局（英语）

約旦內政部
- 約旦憲兵總局（英语）
- 約旦公安局（英语）
- 約旦民防局（英语）
- 約旦情報局（英语）

### 
哈薩克斯坦共和國武裝部隊
- 哈薩克陸軍（英语）
- 哈薩克海軍（英语）
- 哈薩克防空軍（英语）
- 哈薩克航空突擊隊（英语）
- 哈薩克特種部隊（英语）
- 哈薩克火箭和砲兵部隊（英语）
- 哈薩克領土部隊（英语）（後備軍）

哈薩克斯坦內務部
- 哈薩克國民警衛隊（英语）

哈薩克緊急情況部
- 哈薩克民防部隊

哈薩克國家安全委員會
- 哈薩克國家安全委員會邊境局（英语）（包含海岸警衛隊）

哈薩克國家安全（直屬哈薩克總統，前身是哈薩克共和國衛隊）
朝鮮人民軍
- 朝鮮人民軍陸軍
- 朝鮮人民軍海軍
- 朝鮮人民軍空軍（航空與反航空軍）
- 朝鮮人民軍戰略軍（戰略火箭軍）
- 朝鮮人民軍特種部隊
- 朝鮮人民軍特種作戰軍
- 朝鮮人民軍教導隊
- 工農赤衛軍
- 红色青年近卫队

國防省
- 保衛司令部（英语）（邊境與反情報機關）
- 護衛司令部（最高領導人護衛機關）
  - 近身警衛隊

社會安全省
- 朝鮮社會安全軍（人民警備隊）

國家保衛省（情報機關）
大韓民國國軍
- 大韓民國陸軍
- 大韓民國海軍
- 大韓民國海軍陸戰隊
- 大韓民國空軍
- 大韓民國預備軍
  - 動員預備軍
  - 鄉土預備軍

韓國海洋水產部
- 海洋警察廳

### 科威特
科威特軍事部隊
- 科威特軍事部隊由幾支防禦部隊組成，包括國防部、內政部、國民警衛隊和消防局。

科威特國防部
- 科威特陸軍（英语）
- 科威特海軍（英语）
- 科威特空軍（英语）（包含防空軍）
- 科威特第25突擊旅（英语）（行使獨立指揮權）
- 科威特埃米爾衛隊（行使獨立指揮權）

科威特國民警衛隊（獨立於國防部、內政部和常規武裝部隊）
科威特內政部
- 科威特警察部隊（英语）
- 海岸警衛隊

### 
吉爾吉斯共和國武裝部隊
- 吉爾吉斯陸軍（英语）
- 吉爾吉斯空軍（英语）
- 吉爾吉斯國民衛隊（英语）
- 吉爾吉斯邊防部隊（英语）（隸屬於國家安全委員會（英语））
- 吉爾吉斯內務部隊（隸屬於內政部（英语））

老撾人民武裝部隊（PLAF）
- 老撾人民軍
- 老撾人民海軍
- 老撾人民空軍（英语）
- 民兵自衛隊

### 黎巴嫩
黎巴嫩武裝部隊
- 黎巴嫩陸軍（包含總統衛隊和邊防部隊）
- 黎巴嫩海軍（英语）
- 黎巴嫩空軍（英语）
- 特種作戰司令部（英语）
- 黎巴嫩內部安全部隊（英语）（包含機動憲兵隊）
- 一般安全總局（英语）（邊境及情報局）
- 國家安全（英语）（要員保護單位）

### 马来西亚
馬來西亞國防衛隊
- 馬來西亞陸軍（包含航空兵（英语））
- 馬來西亞皇家海軍
- 馬來西亞皇家空軍

準軍事組織
- 人民志願警衛團（英语）（隸屬於內政部）
- 海事執法機構（英语）（隸屬於首相署）
- 特種警察部隊（隸屬於馬來西亞皇家警察）
- 特種戰術部隊（英语）（隸屬於馬來西亞移民局）
- 快速行動部隊（英语）（隸屬於馬來西亞監獄局）

馬來西亞特種作戰部隊
- 馬來西亞武裝部隊、皇家警察和海事執法機構聯合組成的反恐作戰部隊。

柔佛御林軍（柔佛蘇丹直屬軍事部隊）

### 馬爾地夫
馬爾代夫國防部隊
- 馬爾代夫海岸警衛隊（英语）
- 馬爾代夫海岸警衛隊飛行隊（英语）
- 馬爾代夫國防部隊陸戰隊（英语）
- 馬爾代夫國防部隊特種部隊（英语）

### 蒙古国
蒙古武裝力量
- 蒙古陸軍（英语）
- 蒙古空軍（英语）
- 建設和工程部隊（英语）
- 網路安全部隊
- 特種部隊（第084特種任務營（英语））
- 民防部隊（英语）（隸屬於國防部）

蒙古司法和內務部
- 國民警察部隊（英语）
- 邊境部隊（英语）
- 內務部隊（英语）

### 緬甸
緬甸國防軍（軍政府）
- 緬甸國防軍陸軍（英语）
- 緬甸國防軍海軍（英语）
- 緬甸國防軍空軍（英语）
- 民兵部隊
- 邊防部隊（由收編的民族武裝部隊（英语）組成）

緬甸內政部
- 緬甸警察部隊（實際由軍方控制）

緬甸民族團結政府（反軍政府組織）
- 緬甸人民國防軍（PDF）

民族武裝部隊（地方勢力）

### 尼泊尔
尼泊爾武裝部隊
- 尼泊爾陸軍（英语）
  - 尼泊爾陸軍航空隊（英语）
- 尼泊爾武警部隊（英语）（隸屬於內務部（英语））

### 北賽普勒斯
安全部隊司令部
- - 航空部隊司令部
  - 海岸防衛隊司令部（英语）
  - 警察總部（英语）

### 阿曼
阿曼蘇丹武裝部隊
- 阿曼皇家陸軍（英语）
- 阿曼皇家海軍（英语）
- 阿曼皇家空軍（英语）
- 阿曼皇家衛隊（英语）
- 阿曼皇家警察（英语）
- 阿曼蘇丹特種部隊（英语）

### 巴基斯坦
巴基斯坦武裝力量
- 巴基斯坦陸軍
- 巴基斯坦海軍（包含海軍陸戰隊（英语））
- 巴基斯坦空軍

巴基斯坦內政部準軍事部隊
- 巴基斯坦國民警衛隊（英语）（陸軍後備軍）
- 巴基斯坦邊防軍（英语）（陸軍後備軍）
- 巴基斯坦邊防警察（英语）
- 信德遊騎兵（英语）（陸軍後備軍）
- 旁遮普遊騎兵（英语）（陸軍後備軍）
- 巴基斯坦海岸防衛隊（英语）
- 機場保安部隊（英语）
- 禁毒部隊（英语）
- 北區少年軍（英语）

### 菲律賓
菲律賓武裝部隊
- 菲律賓陸軍
- 菲律賓海軍（包含海軍陸戰隊）
- 菲律賓空軍
- 菲律賓總統安全衛隊

後備軍
- 菲律賓武裝部隊後備軍司令部（英语）
- 菲律賓陸軍後備軍司令部（英语）
- 菲律賓海軍後備軍司令部（英语）
- 菲律賓空軍後備軍司令部（英语）
- 菲律賓海軍陸戰隊後備旅

準軍事部隊
- 菲律賓海岸防衛隊（隸屬於交通部，戰時接受國防部指揮）
- 菲律賓國家警察（隸屬於內政和地方政府部（英语））
- 國家調查局（英语）
- 地方平民部隊（英语）（CAFGU）

### 
卡達軍事
- 卡達皇家陸軍（包含皇家衛隊（英语））
- 卡達皇家海軍（英语）（包含海岸防衛隊）
- 卡達皇家空軍
- 卡達機動憲兵

### 沙烏地阿拉伯
沙特阿拉伯武裝部隊
國防及航空部
- 沙特皇家陸軍（英语）
- 沙特皇家海軍（包括海軍航空兵、海軍陸戰隊和特種部隊）
- 沙特皇家空軍
- 沙特皇家防空軍（英语）
- 沙特皇家戰略火箭軍
- 沙特皇家衛隊（英语）（隸屬於皇家警衛局（其他語言））

國民防衛部
- 沙特國民警衛隊（英语）

內政部
- 沙特邊防總局（英语）
- 設施保安部隊（阿拉伯语）
- 沙特緊急部隊（英语）（隸屬於國家安全局（英语））

### 新加坡
新加坡武裝部隊
- 新加坡陸軍
- 新加坡海軍
- 新加坡空軍

新加坡內政部準軍事部隊
- 廓尔喀警察团（英语）（隸屬於新加坡警察部隊）
- 海岸保衛處（英语）（隸屬於新加坡警察部隊）
- 特別行動指揮處（英语）（隸屬於新加坡警察部隊）
- 緊急行動反應小组（英语）（隸屬於新加坡監獄署）

準軍事學生制服團體
- 全国学生军团（英语）（NCC）

### 斯里蘭卡
斯里蘭卡武裝部隊
- 斯里蘭卡陸軍（英语）（包含志願軍（英语）和國民警衛隊（英语））
- 斯里蘭卡海軍（包含海軍陸戰隊（英语））
- 斯里蘭卡空軍

準軍事部隊
- 斯里蘭卡海岸防衛隊（英语）
- 斯里蘭卡特警部隊（英语）

### 叙利亚
敘利亞內戰於2011年3月發生至今，敘利亞總統巴沙爾·阿薩德支持者與敘利亞革命反對派分裂多支軍事和民兵組織。
敘利亞武裝部隊（政府軍）
- 敘利亞陸軍（英语）
- 敘利亞海軍（英语）
- 敘利亞空軍
- 敘利亞防空軍（英语）
- 軍事情報局（英语）
- 國防軍（親政府民兵和支援力量）

敘利亞民主力量（多民族軍事同盟）
- 人民保護部隊
- 婦女保護部隊
- 東北敘利亞自衛隊（英语）
- 聯合自由力量

羅賈瓦準軍事部隊（民兵組織）
- 哈布爾衛隊（英语）

自由敘利亞軍（反對派軍事武裝）
- 敘利亞國民軍

### 泰國
泰國皇家軍隊
- 泰國皇家陸軍（包含遊騎兵（英语））
- 泰國皇家海軍（包含海軍陸戰隊）
- 泰國皇家空軍

準軍事部隊
- 內部安全行動指揮部（ISOC，隸屬於泰國總理府）
- 志願防衛隊（英语）（VDC，隸屬於內政部（英语））
- 泰國皇家警察特遣部隊
  - Arintaraj 26（英语）
  - 邊境巡邏警察（英语）
  - Naresuan 261（英语）
- 領土防衛學生（英语）
- 鄉村少年軍（英语）

### 东帝汶
東帝汶國防軍
- 聯合總部（綜合陸地、空中、海面、支援和教育訓練單位）

### 土耳其
土耳其武裝部隊
- 土耳其陸軍
- 土耳其海軍（包含海軍航空兵和海軍陸戰隊）
- 土耳其空軍
- 土耳其特種部隊（英语）（總參謀部直接指揮）

土耳其內政部
- 土耳其憲兵（英语）（戰時接受國防部指揮）
- 土耳其海岸警衛隊（英语）（戰時接受國防部指揮）
- 土耳其鄉村衛隊（英语）

### 
土庫曼斯坦武裝部隊
- 土庫曼陸軍（英语）
- 土庫曼海軍（英语）
- 土庫曼空軍和防空軍（英语）

土庫曼斯坦國防部
- 土庫曼國民警衛隊（英语）

土庫曼斯坦內務部
- 土庫曼內衛部隊（英语）

土庫曼斯坦國家安全部
- 土庫曼國家邊境局（英语）

### 阿联酋
聯合武裝部隊
- 阿聯酋陸軍（英语）
- 阿聯酋海軍（英语）
- 阿聯酋空軍（英语）
- 阿聯酋總統衛隊（英语）
- 阿聯酋特種部隊

準軍事部隊
- 阿聯酋海岸警衛隊（英语）
- 阿聯酋邊境防衛隊

### 
烏茲別克斯坦武裝部隊
- 烏茲別克陸軍（英语）
- 烏茲別克空軍和防空軍（英语）

獨立編隊
- 烏茲別克國民警衛隊（英语）
- 烏茲別克邊境防衛隊（英语）（隸屬於國家安全（英语））
- 烏茲別克河岸防衛隊（英语）

### 越南
越南人民武裝力量
越南人民軍
- 越南人民軍陸軍
- 越南人民軍海軍
- 越南人民軍空軍
- 越南邊境警衛隊（越南语）
- 越南海岸警衛隊
- 網絡空間作戰司令部
- 胡志明陵墓保衛司令部

越南人民公安
- 越南人民警察（英语）

越南自衛民兵

### 约旦河西岸
根據《奧斯陸協議》制約，巴勒斯坦民族權力機構不允許擁有常規軍隊，但可以維持安全和警察部隊，隸屬於巴勒斯坦內政部。自從2007年哈馬斯在加沙走廊奪權以後，安全部隊僅在約旦河西岸開展行動。
巴勒斯坦安全部隊
- 國家安全部隊
- 海警部隊（英语）
- 總統衛隊
- 民警部隊（英语）
- 民防部隊（英语）
- 預防安全部隊（英语）

### 葉門
也門共和國武裝部隊（政府軍）
- 也門陸軍
- 也門海軍（包含海岸警衛隊（英语））
- 也門空軍（英语）
- 也門特別安全部隊（英语）

胡塞運動（叛軍）
2014年也門內戰至今，估計大約有70%的軍隊、警察和準軍事組織加入反政府武裝組織。

## 歐洲

### 亞克羅提利與德凱利亞
英軍駐賽普勒斯部隊
亞克羅提利與德凱利亞是英國的主權基地區，整個亞克羅提利（西主權基地區）都是皇家空軍基地；德凱利亞（東主權基地區）位於賽普勒斯聯合國緩衝區，包括聯合國維和部隊和英國基地區的駐軍。

### 奥兰
奧蘭群島軍事
奧蘭群島是個非軍事化的中立區，因此沒有軍事存在，在發生衝突的情況下必須置於戰爭之外。但是，芬蘭邊防部隊在奧蘭群島有派出工作，一旦發生危機情況時，可以從內政部轉移到國防部，成為軍隊的一部分。目前，邊防部隊隸屬於內政部，因此沒有違反奧蘭群島的非軍事化政策。

### 阿尔巴尼亚
阿爾巴尼亞武裝力量
- 阿爾巴尼亞總參謀部（英语）
- 阿爾巴尼亞陸軍（英语）
- 阿爾巴尼亞海軍（英语）
- 阿爾巴尼亞空軍
- 阿爾巴尼亞支援司令部（英语）
- 阿爾巴尼亞條令和訓練司令部（英语）
- 阿爾巴尼亞憲兵（英语）

### 安道尔
安道爾沒有正規的軍事力量，但與西班牙和法國簽訂防務協議，並由安道爾警察部隊負責國家安全。

### 奥地利
奧地利聯邦軍
- 奧地利陸軍
- 奧地利空軍（英语）
- 網路安全部隊
- 特種部隊

### 白俄羅斯
白俄羅斯武裝力量
- 白俄羅斯陸軍（英语）
- 白俄羅斯空軍和防空軍（英语）
- 白俄羅斯特種部隊（英语）
- 白俄羅斯運輸部隊（英语）
- 白俄羅斯國土部隊

白俄羅斯內政部
- 國家邊界委員會（英语）
- 白俄羅斯警察（英语）
- 白俄羅斯內務部隊（英语）

### 比利时
比利時國防軍
- 比利時陸軍（英语）
- 比利時海軍（英语）
- 比利時空軍
- 比利時軍醫部隊（英语）

### 
2005年，波斯尼亚和黑塞哥维那共和国军（ARBiH）后身的波斯尼亚和黑塞哥维那联邦军（VFBiH）与塞族共和国军（VRS）合并为波斯尼亚和黑塞哥维那军（OSBiH）。
波斯尼亞和黑塞哥維那武裝部隊
- 作戰指揮部（包含地面部隊及空中和防空部隊（英语））
- 支援指揮部

### 保加利亚
保加利亞軍事
- 保加利亞陸軍
- 保加利亞海軍
- 保加利亞空軍
- 聯合特種部隊（英语）（獨立於聯合司令部）
- 國家衛隊（英语）

保加利亞內務部
- 保加利亞邊境警察（英语）（準軍事組織）

### 
克羅地亞共和國武裝部隊
- 克羅地亞陸軍（英语）
- 克羅地亞海軍（英语）（包含海岸防衛隊（英语））
- 克羅地亞空軍和防空軍（英语）
- 聯合教育訓練司令部
- 後勤司令部
- 憲兵部隊（支援克羅地亞的三支軍隊）

### 捷克
捷克共和國軍隊
- 捷克陸軍（英语）
- 捷克空軍
- 網軍司令部
- 特種部隊指揮部
- 布拉格城堡衛隊（英语）（總統府直屬部隊）

### 丹麦
丹麥國防軍
- 國防司令部（英语）
  - 丹麥皇家陸軍
  - 丹麥皇家海軍（英语）
  - 丹麥皇家空軍
- 國土衛隊司令部（英语）
  - 丹麥國土衛隊（英语）（後備軍）
- 聯合北極司令部（英语）
- 特種作戰司令部（英语）

### 爱沙尼亚
愛沙尼亞國防軍
- 愛沙尼亞陸軍（英语）
- 愛沙尼亞海軍（英语）
- 愛沙尼亞空軍（英语）
- 愛沙尼亞防衛聯盟（後備軍）

愛沙尼亞內政部
- 愛沙尼亞邊防部隊（英语）

### 法罗群岛
法羅群島沒有常規軍隊，防禦由聯合北極司令部負責，島上有法羅島嶼司令部派駐單位。

### 芬兰
芬蘭國防軍
- 芬蘭陸軍
- 芬蘭海軍
- 芬蘭空軍

芬蘭內政部
- 芬蘭邊防部隊（英语）（在戰時成為國防軍的一部分）

### 法國
法國武裝力量
- 法國陸軍
- 法國海軍
- 法國空天軍
- 國家憲兵（由內政部管轄的準軍事部隊，屬於武裝力量的一部分，但同時要對國防部和司法部負責）
- 國民自衛軍

### 德国
德國聯邦國防軍
- 德國陸軍
- 德國海軍（包含海軍航空隊）
- 德國空軍（包含防空軍）
- 聯合支援部隊
- 中央醫療部隊
- 網路及資訊領域部隊（英语）

### 直布罗陀
英軍駐直布羅陀部隊
- - 直布羅陀皇家軍團（英语）
  - 直布羅陀分艦隊（英语）
- 直布羅陀國防警察（英语）（隸屬於國防部）

### 希腊
希臘武裝部隊
- 國防參謀本部（英语）
- 希臘陸軍（包含國民警衛隊（英语））
- 希臘海軍
- 希臘空軍（包含防空軍）

希臘公共秩序與公民保護部
- 希臘警察（憲兵（英语）與市警（英语）於1984年融合）

航運與島嶼政策部
- 希臘海岸警衛隊

### 格陵兰
格陵蘭軍事
格陵蘭沒有常規軍隊，防禦由聯合北極司令部負責，島上有格陵蘭島嶼司令部派駐單位。

### 根西
根西島皇家民兵

### 匈牙利
匈牙利國防軍
- 匈牙利陸軍
- 匈牙利空軍
- 匈牙利國防軍後勤中心

### 冰島
冰島軍事
- 冰島自1869年開始不設軍隊，是北大西洋公約組織唯一沒有常備軍的國家。

民政部門
- 冰島國家警察（英语）（隸屬於司法部（英语））
- 冰島海岸警衛隊（英语）（隸屬於司法部）
- 冰島危機應對組（英语）（隸屬於外交部（英语））

### 愛爾蘭
愛爾蘭國防軍
- 愛爾蘭陸軍（英语）
- 愛爾蘭海軍（英语）
- 愛爾蘭空軍
- 後備國防軍（英语）
  - 陸軍後備軍（英语）
  - 海軍後備軍（英语）

### 马恩岛
根據英國法律，曼島並不是聯合王國的構成部分，但是英軍仍然負責曼島的國防安全。

### 義大利
義大利武裝部隊
- 義大利陸軍
- 義大利海軍（包含海軍航空兵和海軍陸戰隊）
- 義大利空軍
- 義大利憲兵（隸屬於國防部，接受內政部（英语）指揮）
- 義大利財政衛隊（隸屬於經濟財政部（英语））
- 義大利海岸防衛隊（英语）（隸屬於海軍，接受基礎設施和交通部（英语）指揮）

### 揚馬延
揚馬延的防禦由挪威負責。

### 澤西
澤西島皇家民兵

### 科索沃
科索沃安全部隊

### 拉脫維亞
拉脫維亞國民武裝部隊
- 拉脫維亞陸軍（英语）
- 拉脫維亞海軍（英语）（包含海岸警衛隊（拉脱维亚语））
- 拉脫維亞空軍（英语）
- 拉脫維亞國民衛隊（英语）

拉脫維亞內政部
- 國家邊防衛隊（英语）
- 反恐特勤組（英语）

### 列支敦斯登
列支敦士登沒有常規軍隊，由國民警察負責國家安全。

### 立陶宛
立陶宛武裝力量
- 立陶宛陸軍（英语）
- 立陶宛海軍（英语）
- 立陶宛空軍
- 立陶宛特種行動部隊（英语）
- 立陶宛國防志願部隊（英语）

準軍事部隊
- 立陶宛警察反恐行動組（英语）
- 立陶宛步槍兵聯盟（英语）
- 立陶宛國家邊防局（英语）

### 盧森堡
盧森堡大公國軍

### 馬爾他
馬耳他軍隊
- - 馬耳他軍隊第一團（英语）
  - 馬耳他軍隊第二團
  - 馬耳他軍隊第三團
  - 馬耳他軍隊航海隊（英语）
  - 馬耳他軍隊航空隊（英语）

### 摩尔多瓦
摩爾多瓦共和國武裝部隊
- 陸軍司令部（英语）
- 空軍司令部（英语）
- 摩爾多瓦憲兵（英语）（隸屬於內務部（英语））

### 摩納哥
摩納哥軍事
- 摩納哥親王衛隊（英语）
- 摩納哥消防隊（英语）（準軍事部隊）
- 摩納哥警察隊（英语）（準軍事部隊）

### 蒙特內哥羅
蒙特內哥羅武裝部隊
- 蒙特內哥羅陸軍（英语）
- 蒙特內哥羅海軍（英语）
- 蒙特內哥羅空軍（英语）

### 荷蘭
荷蘭軍隊
- 荷蘭皇家陸軍
- 荷蘭皇家海軍
  - 荷蘭海軍航空兵
  - 荷蘭海軍陸戰隊
- 荷蘭皇家空軍
- 荷蘭皇家憲兵隊
- 荷蘭海岸警衛隊（英语）（屬於民事系統，但由皇家海軍指揮）

### 北馬其頓
北馬其頓軍隊
- 第一機械化步兵旅（英语）
- 北馬其頓航空旅（英语）
- 特種作戰團（英语）
- 後勤支援旅
- 禮儀衛隊（英语）

### 挪威
挪威國防軍
- 挪威陸軍
- 挪威皇家海軍（包含海岸防衛隊（英语）和突擊隊（英语））
- 挪威皇家空軍
- 挪威網路防禦隊（英语）
- 挪威鄉土防衛隊（英语）

### 波蘭
波蘭共和國武裝部隊
- 波蘭陸軍
- 波蘭海軍
- 波蘭空軍
- 波蘭特戰軍（英语）
- 波蘭國土防衛軍（英语）

後備軍
- 波蘭憲兵隊（英语）

準軍事部隊
- 波蘭邊境部隊（英语）（隸屬於內政部（英语），包含海岸防衛隊）
- 鐵路警察（英语）
- 射擊協會（英语）

### 葡萄牙
葡萄牙武裝部隊
- 葡萄牙陸軍（英语）
- 葡萄牙海軍（英语）
  - 葡萄牙海軍航空隊（英语）
  - 葡萄牙海軍陸戰隊（英语）
- 葡萄牙空軍
- 共和國衛隊（英语）（國家憲兵部隊，同時對內政部和國防部負責，戰時直接由武裝部隊總參謀長指揮）
- 警察特別行動組（準軍事部隊）

### 羅馬尼亞
羅馬尼亞武裝部隊
- 羅馬尼亞陸軍
- 羅馬尼亞海軍（英语）
- 羅馬尼亞空軍（英语）

羅馬尼亞內政部
- 羅馬尼亞憲兵（英语）
- 羅馬尼亞邊境警察（英语）

### 俄羅斯
- 俄羅斯聯邦武裝力量
- 俄羅斯陸軍
- 俄羅斯海軍
  - 俄羅斯海軍航空兵
  - 俄羅斯海軍陸戰隊
- 俄羅斯空天軍
  - 俄羅斯空軍
  - 俄羅斯空天防禦兵
  - 俄羅斯太空軍
- 俄羅斯空降軍
- 俄羅斯戰略火箭軍
- 後勤部
  - 俄羅斯鐵道軍
- 特種作戰部隊

聯邦安全局
- 阿爾法小組
- 俄羅斯邊防軍
- 俄羅斯海巡隊
- 聯邦警衛局
- 信號旗特種部隊

其他類型軍隊
- 國家近衛軍（隸屬於內務部，前身是俄羅斯內衛部隊）
  - 國家近衛軍指揮部
    - 獨立作戰用途師（英语）
    - 國家近衛軍海軍部隊（英语）

  - 卡德羅夫軍
  - 國民近衛隊特種作戰和航空中心
  - 特別用途機動單位
  - 金鵰特種部隊
  - 特別迅速應變分隊
  - 特派政務人員安全保護中心
- 土星特別用途單位（隸屬於聯邦監獄局（英语））
- 格魯烏特種部隊
- 華格納集團
- 俄羅斯青年團（英语）
- 三軍合作志願者協會（英语）

### 新俄羅斯
頓巴斯親俄武裝部隊

### 德涅斯特河沿岸
德涅斯特河沿岸軍事

### 圣马力诺
聖馬力諾擁有履行警衛、禮儀、邊境巡邏、維護公共秩序和安全的志願部隊，國家防禦由義大利負責，但在特殊情況下可以徵召國民服役。
聖馬力諾軍事
- 最高指揮部（Comando superiore delle milizie）
- 國民警衛隊（Compagnia uniformata delle milizie）
  - 軍樂隊（Banda militare）
- 大議會衛隊（Guardia del Consiglio Grande e Generale）
- 堡壘衛隊砲兵連（Guardia di Rocca Compagnia di Artiglieria）
- 堡壘衛隊警衛連（Guardia di Rocca Nucleo Uniformato）
- 聖馬力諾憲兵（Corpo della gendarmeria）

### 塞爾維亞
塞爾維亞武裝部隊
- 塞爾維亞陸軍（英语）
  - 塞爾維亞河船隊（英语）
- 塞爾維亞空軍和防空軍
- 訓練司令部（英语）
- 塞爾維亞警衛隊（英语）（直屬武裝部隊總參謀長）
- 第72特種作戰部隊
- 第63傘兵作戰部隊

塞爾維亞內政部
- 塞爾維亞憲兵（英语）
- 反恐特別部隊

### 斯洛伐克
斯洛伐克武裝部隊
- 斯洛伐克陸軍（英语）
- 斯洛伐克空軍
- 特種作戰部隊（斯洛伐克语）

### 斯洛維尼亞
斯洛文尼亞武裝部隊
- 斯洛文尼亞陸軍（英语）
- 斯洛文尼亞海軍（英语）
- 斯洛文尼亞空軍和防空軍（英语）

### 西班牙
西班牙軍隊
- 西班牙陸軍（英语）
  - 西班牙陸軍航空隊（英语）
  - 西班牙軍團（英语）
- 西班牙海軍（包含海軍陸戰隊（英语））
- 西班牙空軍
- 西班牙皇家衛隊（英语）
- 軍事緊急小組（英语）
- 西班牙軍隊聯合部隊（英语）

準軍事部隊
- 西班牙國民警衛隊（包含海岸警衛隊，同時對國防部和內政部負責）
- 西班牙反恐特別行動小組（隸屬於西班牙國民警察（英语））

### 斯瓦尔巴
斯瓦爾巴群島是挪威的特殊地位領土，根據《斯瓦爾巴條約》是永久的非軍事化的中立區，因此沒有軍事存在，在發生衝突的情況下必須置於戰爭之外。

### 瑞典
瑞典國防軍
- 瑞典陸軍
- 瑞典海軍
  - 瑞典海軍兩棲部隊（英语）
  - 瑞典海軍輔助部隊（英语）
- 瑞典空軍
- 瑞典鄉土防衛隊
- 瑞典婦女志願防禦組織（英语）
- 瑞典軍情安全局（英语）

### 瑞士
瑞士軍
- 瑞士陸軍
- 瑞士空軍
- 特種部隊司令部（英语）

### 乌克兰
烏克蘭武裝部隊
- 烏克蘭陸軍
  - 烏克蘭機械化步兵（英语）
  - 烏克蘭陸軍航空兵
  - 烏克蘭防空兵
  - 烏克蘭火箭砲兵（英语）
- 烏克蘭海軍
  - 烏克蘭海軍陸戰隊（英语）
  - 烏克蘭海軍航空兵（英语）
- 烏克蘭空軍
- 烏克蘭空降突擊軍（英语）
- 烏克蘭憲兵
- 烏克蘭特種作戰部隊
- 烏克蘭國土防衛軍（後備軍）
  - 烏克蘭領土防衛國際軍團
- 烏克蘭民兵

烏克蘭內務部
- 烏克蘭國民警衛隊（融合內衛部隊（英语））
- 烏克蘭邊境防衛局（英语）
  - 烏克蘭海洋警衛隊（英语）
- 特種警察部隊（烏克蘭)（英语）
- 烏克蘭國家警察

烏克蘭國家安全局
- - 阿爾法小組

### 英国
聯合王國武裝力量
- 英國陸軍
  - 英國陸軍預備役（英语）
  - 英國陸軍航空隊（英语）
- 國王陛下海軍
  - 皇家海軍
  - 皇家海軍陸戰隊
  - 皇家輔助艦隊（英语）
  - 皇家海軍預備役（英语）
  - 皇家海軍陸戰隊預備役（英语）
  - 海軍職業服務（英语）
- 皇家空軍
  - 皇家輔助空軍（英语）
  - 皇家空軍兵團（英语）

英國殖民地軍團
- 開曼群島軍團（英语）
- 特克斯與凱科斯群島軍團（英语）
- 百慕達皇家軍團（英语）
- 直布羅陀皇家軍團（英语）
- 蒙特塞拉特皇家防衛軍（英语）
- 福克蘭群島防衛軍（英语）

駐外英軍
- 英軍駐汶萊部隊（英语）
  - 辜卡皇家步槍隊（英语）第一營
- 英軍駐賽普勒斯部隊（英语）

### 梵蒂冈（聖座）
梵蒂岡沒有常規軍隊，但是擁有一支維持治安的憲兵部隊；另外，瑞士近衛隊直屬於聖座，而不屬於梵蒂岡。
梵蒂岡軍事
- 宗座瑞士近衛隊（隸屬於聖座）
- 梵蒂岡警衛隊（梵蒂岡城邦憲兵和警察部隊）

## 非洲

### 阿尔及利亚
阿爾及利亞人民武裝部隊
- 阿爾及利亞陸軍（英语）
- 阿爾及利亞海軍（英语）（包含海岸防衛隊）
- 阿爾及利亞空軍
- 阿爾及利亞國土防空軍（英语）
- 共和國衛隊（英语）

阿爾及利亞國防部
- 阿爾及利亞憲兵（英语）
- 鄉鎮衛隊（英语）

阿爾及利亞內政部
- 國家安全總局（英语）

### 安哥拉
安哥拉武裝力量
- 安哥拉陸軍
- 安哥拉海軍（包含海軍陸戰隊）
- 安哥拉空軍（在陸軍的作戰控制下）

安哥拉內政部
- 警察快速干預部隊（RIP，準軍事部隊）

### 
貝寧武裝部隊
- 貝寧陸軍
- 貝寧海軍（法语）
- 貝寧空軍（英语）

內政和公共安全部
- 貝寧共和國警察（英语）（DGPR，憲兵）

博茨瓦納國防軍
- - 博茨瓦納陸軍（英语）
  - 博茨瓦納國防軍空中部隊（英语）
  - 國防後勤司令部

### 布吉納法索
布基納法索武裝力量
- 布基納法索陸軍（LAT）
- 布基納法索空軍（FABF）
- 布基納法索警憲部隊（英语）（隸屬於國防部，但通常接受安全部和司法部的調派任務）
- 布基納法索民兵（英语）

### 
布隆迪國防軍
布隆迪公共安全部
- 布隆迪國家警察（英语）

佛得角武裝力量
- - 佛得角國民衛隊（GN）
  - 佛得角海岸衛隊（GC）

### 喀麦隆
喀麥隆武裝部隊
- 喀麥隆陸軍
- 喀麥隆海軍（法语）（包含海軍陸戰隊）
- 喀麥隆空軍（法语）
- 快速干預營（直接向比亞總統負責的旅級單位）
- 喀麥隆國家憲兵（法语）
- 總統衛隊

### 中非
中非共和國武裝部隊
- 中非共和國陸軍
- 中非共和國空軍（英语）
- 中非共和國憲兵（法语）
- 共和國衛隊（英语）（總統衛隊）
- 國家警察

### 
乍得國民軍
- 乍得陸軍（英语）
- 乍得空軍（英语）
- 國家安全服務總局（英语）（GDSSIE，前身共和國衛隊是代比總統的近身衛隊）
- 乍得國家憲兵（英语）
- 國家和游牧警衛隊（英语）（GNNT）

國家發展軍
- 科摩羅國防軍（FCD）
- 國家憲兵（GN）

科摩羅內政部
- 科摩羅海岸防衛隊
- 科摩羅聯邦警察

### 刚果民主共和国
剛果民主共和國武裝部隊
- 剛果民主共和國陸軍（英语）
- 剛果民主共和國海軍（英语）
- 剛果民主共和國空軍（英语）
- 共和國衛隊（英语）（由總統直接控制）

### 刚果共和国
剛果共和國武裝部隊
- 剛果共和國陸軍
- 剛果共和國海軍（法语）
- 剛果共和國空軍（法语）
- 剛果國家憲兵（法语）

### 
科特迪瓦武裝部隊
- 科特迪瓦陸軍（法语）
- 科特迪瓦海軍（法语）
- 科特迪瓦空軍（法语）
- 科特迪瓦國家憲兵（法语）（隸屬於國防部）
- 科特迪瓦國家警察（法语）（隸屬於安全及公民保護部）
- 作戰決策協調中心（CCDO，警察、憲兵和軍隊組成的安保部隊）

吉布提武裝部隊
- 吉布提陸軍（英语）
- 吉布提海軍（英语）
- 吉布提空軍（英语）
- 吉布提國家憲兵（英语）

### 埃及
埃及武裝力量（埃及軍方與部分西奈半島的部落民兵合作，共同打擊地方叛亂及恐怖組織）
- 埃及陸軍（包含地對地導彈部隊、特種部隊和共和國衛隊（英语））
- 埃及海軍（包含海岸防衛隊（英语））
- 埃及空軍
- 埃及防空軍（英语）

埃及內政部
- 中央安全部隊（英语）
- 埃及國家警察（英语）

### 赤道几内亚
赤道幾內亞武裝部隊
- 赤道幾內亞陸軍（GNGE）
- 赤道幾內亞海軍（英语）
- 赤道幾內亞空軍（英语）
- 國民警衛隊（Guardia Civil）

### 
厄立特里亞國防軍
- 厄立特里亞陸軍（英语）
- 厄立特里亞海軍（英语）
- 厄立特里亞空軍（英语）（包含防空軍）

史瓦帝尼軍事
- 陸軍特警防禦部隊（UEDF，包含一支小規模航空隊）

### 衣索比亞
衣索比亞國防軍
- 衣索比亞陸軍
- 衣索比亞海軍
- 衣索比亞空軍
- 共和國衛隊（英语）（直接向衣索比亞總理負責的軍事部隊）

### 法属南部和南极领地
法軍駐南印度洋部隊

### 加彭
加蓬國防和安全部隊
- 加蓬陸軍（英语）
- 加蓬海軍（英语）
- 加蓬空軍（英语）
- 國家憲兵（英语）
- 共和國衛隊（英语）（由總統直接控制）

### 
岡比亞武裝部隊
- 岡比亞國民軍（GNA，包含一支小規模航空隊）
- 岡比亞海軍
- 國家衛隊（RNG，負責要員保護、防暴和總統安全）

加納武裝部隊
- 加納陸軍（英语）
- 加納海軍（英语）
- 加納空軍（英语）

### 几内亚
幾內亞共和國武裝部隊
- 幾內亞人民軍
- 幾內亞海軍（包含海軍陸戰隊）
- 幾內亞空軍
- 國家憲兵
  - 共和國衛隊（英语）
  - 總統衛隊（BASP）

### 
人民革命武裝力量
- 幾內亞比紹陸軍
- 幾內亞比紹海軍
- 幾內亞比紹空軍（英语）
- 國家衛隊（憲兵，隸屬於內政部）

肯亞國防軍
- 肯亞陸軍（英语）
- 肯亞海軍（英语）
- 肯亞空軍（英语）

準軍事組織
- 肯亞行政警察（英语）
- 普通行動部隊（英语）（隸屬於肯亞警察（英语））

### 賴索托
萊索托國防軍

### 利比里亚
利比里亞武裝部隊
- 利比里亞陸軍
- 利比里亞海岸防衛隊（英语）

### 利比亞
2011年利比亞危機發生至今，民族團結政府和哈夫塔爾領導國民代表大會指揮的陸地、空中和海軍部隊，雙方都有包含由民兵、平民志願人員及外國僱傭兵組成的半正規軍事部隊。
利比亞武裝力量（民族團結政府）
- 利比亞陸軍（英语）
- 利比亞海軍
- 利比亞空軍

利比亞國民軍（國民代表大會）
準軍事部隊
- 利比亞內政部特種威懾部隊（英语）

### 马达加斯加
馬達加斯加人民武裝部隊
- 馬達加斯加陸軍
- 馬達加斯加海軍（英语）
- 馬達加斯加空軍（英语）
- 馬達加斯加國家憲兵（隸屬於國防部）

馬達加斯加公共安全部
- 馬達加斯加國家警察（英语）

### 马拉维
馬拉維國防軍

### 
馬里武裝部隊
- 馬里陸軍
- 馬里空軍（法语）
- 馬里國家憲兵（法语）（隸屬於國防和退伍軍人事務部，但同時接受內政和公民保護部的指揮）
- 國民警衛隊（法语）（隸屬於國防和退伍軍人事務部，但同時接受內政和公民保護部的指揮）
- 國民警察（英语）

### 毛里塔尼亚
毛里塔尼亞武裝部隊
- 毛里塔尼亞陸軍
- 毛里塔尼亞海軍
- 毛里塔尼亞空軍
- 毛里塔尼亞國家憲兵（隸屬於國防部）
- 毛里塔尼亞國民警衛隊（英语）（隸屬於內政部）

### 模里西斯
毛里求斯沒有常規軍隊，由毛里求斯警察負責國家安全，擁有一支準軍事化的特種機動部隊。

### 马约特
法軍駐南印度洋部隊
- - 法國外籍兵團馬約特特遣隊

### 摩洛哥
摩洛哥皇家武裝力量
- 摩洛哥皇家陸軍（英语）
- 摩洛哥皇家海軍（包含海岸警衛隊和海軍陸戰隊）
- 摩洛哥皇家空軍
- 摩洛哥皇家衛隊（英语）（正式編制屬於陸軍）
- 摩洛哥皇家憲兵（英语）（隸屬於國防部）
  - 摩洛哥皇家憲兵特種部隊（英语）
- 摩洛哥輔助部隊（英语）（隸屬於內政部）

### 莫桑比克
莫桑比克國防部隊和內務部隊統稱為國防及安全部隊（Forças de Defesa e Segurança, DFS）。
莫桑比克武裝防禦部隊
- 莫桑比克陸軍
- 莫桑比克海軍
- 莫桑比克空軍（英语）
- 莫桑比克民兵

莫桑比克內政部
- 莫桑比克國民警察
- 國家刑事調查局
- 邊境安全部隊
- 快速干預部隊

### 纳米比亚
納米比亞國防軍
- 納米比亞陸軍（英语）
- 納米比亞海軍（英语）（包含海軍陸戰隊（英语））
- 納米比亞空軍（英语）

納米比亞警察部隊
- 特種部隊（英语）
- 特種預備隊（英语）

### 尼日尔
尼日爾武裝部隊
- 尼日爾陸軍
- 尼日爾空軍
- 尼日爾國家憲兵（英语）

尼日爾內政部
- 尼日爾國民警衛隊（英语）
- 尼日爾國民警察（英语）（包含領土監察局）

### 奈及利亞
奈及利亞武裝部隊
- 奈及利亞陸軍（英语）
- 奈及利亞海軍（包含海岸警衛隊）
- 奈及利亞空軍（英语）

奈及利亞內政部
- 奈及利亞安全和民防部隊（英语）
- 奈及利亞機動警察（英语）

### 邦特蘭
邦特蘭安全部隊
- 邦特蘭德爾維希部隊（英语）
- 邦特蘭海警部隊（英语）

### 留尼汪
法軍駐南印度洋部隊
- - 海軍陸戰隊第2傘兵團（法语）
  - 留尼旺181航空分隊（法语）
  - 留尼旺憲兵部隊（法语）

### 卢旺达
盧旺達國防軍
- 盧旺達陸軍
- 盧旺達空軍（英语）
- 盧旺達後備軍

### 撒拉威阿拉伯民主共和國
波利薩里奧陣線

### 圣赫勒拿、阿森松和特里斯坦-达库尼亚
聖海倫娜、阿森松和崔斯坦達庫尼亞的防禦由英國負責。

### 聖多美和普林西比
聖多美和普林西比武裝部隊
- 聖多美和普林西比陸軍
- 聖多美和普林西比海岸警衛隊
- 聖多美和普林西比國民警衛隊
- 聖多美和普林西比總統衛隊

### 塞内加尔
塞內加爾武裝部隊
- 塞內加爾陸軍（英语）
- 塞內加爾海軍（英语）
- 塞內加爾空軍（英语）
- 塞內加爾國家憲兵（包含領土和機動部隊）

### 塞舌尔
塞席爾人民國防軍
- 塞席爾陸軍（包含步兵、總統衛隊和特種部隊）
- 塞席爾海岸防衛隊（英语）
- 塞席爾空軍（英语）

### 
獅子山共和國武裝力量
索馬里內戰讓索馬里軍事處於混亂之中，全國各地有許多民兵集結的武裝活動，包括以部族和軍閥為基礎的半官方准軍事部隊和特警部隊，以及外部支援的民兵組織。
索馬里國家安全部隊
- 索馬里國民陸軍（英语）
- 索馬里海軍（英语）
- 索馬里空軍（英语）
- 索馬里警察部隊（英语）
- 國家情報和安全局（英语）

### 索馬利蘭
索馬里蘭武裝力量
- 索馬利蘭陸軍（英语）
- 索馬利蘭海岸警衛隊（英语）
- 索馬利蘭警察部隊（英语）
- 索馬利蘭看守團（英语）
- 索馬利蘭移民和邊境管制局（英语）
- 索馬利蘭消防隊（英语）

### 南非
南非國防軍
- 南非陸軍（英语）
- 南非海軍（英语）
- 南非空軍
- 衛生服務隊（英语）

準軍事部隊
- 國家干預小組（英语）
- 特別任務部隊

### 南蘇丹
南蘇丹人民國防軍
- 南蘇丹人民國防軍陸軍
- 南蘇丹人民國防軍空軍（英语）

### 苏丹
蘇丹武裝力量
- 蘇丹陸軍
- 蘇丹海軍（包含海軍陸戰隊）
- 蘇丹空軍（英语）
- 共和國衛隊（英语）
- 快速支援部隊（RSF）
- 後備軍（前身是人民國防軍（英语）

### 坦桑尼亚
坦桑尼亞人民國防軍（JWTZ）
- - 坦桑尼亞陸軍司令部
  - 坦桑尼亞海軍司令部（英语）
  - 坦桑尼亞空軍司令部（英语）
- 國家建設軍（JKT，隸屬於國防部（英语））
- 坦桑尼亞民兵（後備軍）

坦桑尼亞內政部
- 警察野戰部隊

### 多哥
多哥武裝力量
- 多哥陸軍
- 多哥海軍
- 多哥空軍
- 多哥國家憲兵（英语）

### 突尼西亞
突尼西亞武裝部隊
- 突尼西亞陸軍（英语）（包含防空軍）
- 突尼西亞海軍
- 突尼西亞空軍（英语）

突尼西亞內政部
- 國民警衛隊（英语）

### 乌干达
烏干達人民國防軍
- 烏干達陸軍
- 烏干達空軍（英语）

### 尚比亞
贊比亞國防軍
- 贊比亞陸軍（英语）
- 贊比亞空軍
- 贊比亞國民服務
- 贊比亞國防軍醫療服務

### 辛巴威
津巴布韋國防軍
- 津巴布韋國民陸軍（英语）
- 津巴布韋空軍（英语）

## 北美洲

### 
安圭拉沒有常規軍隊，防禦由英國負責。

### 安地卡及巴布達
安地卡及巴布達是地區安全體系的成員。
安地卡及巴布達國防軍
- - 安地卡及巴布達第一軍團（1ABR）
  - 服務和支援單位（SSU）
  - 安地卡及巴布達海岸衛隊（CG）
  - 安地卡及巴布達候補軍官團（CC）

### 阿鲁巴
阿魯巴軍事
阿魯巴的防禦由荷蘭王國負責，駐軍包括荷蘭皇家海軍、荷蘭海軍陸戰隊和荷蘭海岸警衛隊；此外，還有一支由原住民組成的阿魯巴民兵（ARUMIL），以及荷蘭加勒比區共有的荷蘭加勒比區海岸警衛隊。

### 巴哈马
巴哈馬皇家國防軍

### 
巴巴多斯是地區安全體系的成員。
巴巴多斯國防軍
- - 巴巴多斯軍團（英语）
  - 巴巴多斯海岸防衛隊（英语）
  - 巴巴多斯航空隊（英语）（Air Wing）

伯利茲國防軍
- - 地面部隊
  - 航空部隊（英语）
- 伯利茲海岸警衛隊（英语）（獨立於國防軍，但隸屬於國防部）

### 百慕大
百慕達軍事
- 百慕達皇家軍團（英语）
- 百慕達警察部隊（英语）（準軍事組織）

### 英屬維爾京群島
英屬維爾京群島軍事

### 加拿大
加拿大武裝部隊
- 加拿大陸軍
- 加拿大皇家海軍
- 加拿大皇家空軍
- 聯合作戰司令部（英语）
- 特種作戰部隊司令部
- 主要後備軍（英语）（包含陸軍、空軍和海軍後備軍，陸軍後備軍包括加拿大遊騎兵）

加拿大漁業及海洋部
- 加拿大海岸警衛隊

### 开曼群岛
開曼群島軍團（2020年成立，並由開曼群島皇家警察部隊輔助地區安全）

### 克利珀頓島
克利珀頓島的防禦由法國負責。

### 
哥斯達黎加於1949年開始明令廢除軍隊，是地區安全體系的成員，由哥斯達黎加公共部隊、海岸衛隊和空中警戒部隊負責國家安全，隸屬於內政、警察和公共安全部。

### 古巴
古巴革命武裝力量
- 古巴革命陸軍（英语）
- 古巴革命海軍（英语）（包含海軍陸戰隊）
- 古巴革命空軍和防空軍（英语）

準軍事組織
- 地方民兵巡邏隊（英语）（MTT）
- 青年勞動軍（EJT）
- 國防與生產大隊（BPD）
- 民防部隊（DCC）
- 國民預備役局（INRE）

古巴內政部
- 古巴邊防巡邏隊（TGF）
- 古巴森林巡邏隊（CGB）
- 古巴國家革命警察（西班牙语）（PNR）

### 
古拉索沒有常規軍隊，但有一支古拉索民兵組織（CURMIL）。

### 多米尼克
多米尼克軍事
多米尼克沒有常規軍隊，是地區安全體系的成員，由多米尼克警察（含海岸警衛隊）負責國家安全。

### 
多米尼加武裝部隊
- 多米尼加陸軍（英语）
- 多米尼加海軍（英语）（包含海軍陸戰隊）
- 多米尼加空軍（英语）
- 國家警察（英语）

備註：多明尼加國防部除了控制軍隊，同時也掌管機場與民航安全局、港口安全局和邊境安全局。

### 荷蘭加勒比區
荷蘭加勒比區海岸警衛隊

### 薩爾瓦多
薩爾瓦多武裝部隊
- 薩爾瓦多陸軍（英语）（主要任務是支援內政部打擊幫派暴力和販毒活動）
- 薩爾瓦多海軍（英语）
- 薩爾瓦多空軍（英语）

司法和公共安全部
- 薩爾瓦多國家民警（英语）（民事部隊）

### 格瑞那達
格林納達自1983年起不再有常規軍隊，是地區安全體系的成員，由格林納達皇家警察（含海岸警衛隊）負責國家安全。

### 
法軍駐安的列斯群島部隊
危地馬拉武裝部隊
- 危地馬拉陸軍
- 危地馬拉海軍
- 危地馬拉空軍（英语）
- 總統衛隊（英语）

危地馬拉內政部
- 危地馬拉國家民警（英语）（準軍事組織）

### 海地
海地武裝力量
- 陸軍司令部
- 海軍（臨時性成立）
- 海地國家警察
  - 海地海岸防衛隊（英语）
  - 海地航空隊（英语）
- 國家情報局（ANI）

### 
洪都拉斯軍事部隊
- 洪都拉斯陸軍（西班牙语）
- 洪都拉斯海軍（西班牙语）（包含海軍陸戰隊）
- 洪都拉斯空軍（西班牙语）
- 軍事公共秩序警察（PMOP，對軍方負責卻受民事安全官員與軍方領導監督）

洪都拉斯公共安全部
- 公共安全部隊（包含國家警察（英语）準軍事單位）

### 牙买加
牙買加國家安全部
- 牙買加國防軍
  - 牙買加軍團（英语）
  - 海空及網路司令部（包含海岸警衛隊、航空隊、軍事情報機構、特種行動團和軍事網路部隊）
  - 支援旅（包含後勤、工程、醫療和憲兵單位）
  - 牙買加國民後備軍
- 牙買加警察部隊（英语）

### 
法軍駐安的列斯群島部隊

### 墨西哥
墨西哥武裝部隊
墨西哥國防部
- 墨西哥陸軍（英语）
- 墨西哥空軍（英语）

墨西哥海軍部
- 墨西哥海軍
  - 墨西哥海軍航空隊（英语）
  - 墨西哥海軍陸戰隊

墨西哥安全與公民保護部
- 墨西哥聯邦警察（英语）
- 墨西哥國民警衛隊（英语）（接受國防部指揮）

### 
蒙特塞拉特皇家防衛軍

### 尼加拉瓜
尼加拉瓜武裝部隊
- 尼加拉瓜陸軍
- 尼加拉瓜海軍（英语）
- 尼加拉瓜空軍（英语）
- 特種作戰司令部

### 巴拿马
1990年2月10日，總統吉列爾莫·恩達拉廢除巴拿馬國防軍，並創立巴拿馬公共部隊；1994年10月，巴拿馬國民議會批准一項憲法修正案，禁止建立常備軍隊，但允許臨時設立特警部隊對抗「外部侵略」行為。
巴拿馬公共部隊
- 巴拿馬國民警察（英语）
- 巴拿馬海空部隊（英语）
- 國家邊境局（英语）
- 政府要員保護局（英语）

### 波多黎各
波多黎各軍事
波多黎各沒有常規軍隊，防禦由美國負責；地區安全由國民警衛隊、州防衛隊和警察部隊負責。

### 
法軍駐安的列斯群島部隊

### 圣基茨和尼维斯
聖克里斯多福及尼維斯國防軍

### 圣卢西亚
聖盧西亞沒有常規軍隊，是地區安全體系的成員，由聖盧西亞皇家警察負責國家安全。

### 法属圣马丁
法軍駐安的列斯群島部隊

### 
聖皮埃與密克隆群島的防禦由法國負責。
聖文森與格瑞那丁沒有常規軍隊，是地區安全體系的成員，由聖文森與格瑞那丁皇家警察負責國家安全。

### 荷屬聖馬丁
荷屬聖馬丁沒有常規軍隊，由荷屬聖馬丁警察負責內部安全，荷蘭皇家憲兵、荷蘭加勒比區警察部隊及荷蘭加勒比區海岸警衛隊輔助防禦。

### 千里達及托巴哥
千里達及托巴哥國防軍
- 千里達及托巴哥軍團（英语）
- 千里達及托巴哥海岸防衛隊（英语）
- 千里達及托巴哥航空防衛隊（英语）
- 國防後備軍（DFS）

### 
特克斯與凱科斯群島軍團

### 美国
美國武裝力量
- 美國陸軍
  - 美國陸軍預備役
  - 美國陸軍國民警衛隊（美國國民警衛隊地面部隊及陸軍後備部隊，服從聯邦和州政府的雙重職責）
- 美國海軍
  - 美國海軍預備役
- 美國海軍陸戰隊
  - 美國海軍陸戰隊預備役（英语）
- 美國海岸防衛隊（隸屬於國土安全部，戰時接受海軍部指揮）
  - 美國海岸防衛隊預備役（英语）
- 美國空軍
  - 美國空軍預備役（英语）
  - 美國空軍國民警衛隊（美國國民警衛隊航空部隊及空軍後備部隊，服從聯邦和州政府的雙重職責）
- 美國太空軍

準軍事部隊
- 邊境巡邏隊戰術單位（隸屬於美國邊境巡邏隊）
- 聯邦保護部隊（英语）（隸屬於美國能源部）
- 特種武器和戰術部隊（隸屬於聯邦調查局）
- 人質拯救隊（隸屬於聯邦調查局）
- 移動安全部署（英语）（隸屬於外交安全處（英语））
- 反突擊隊（英语）（隸屬於美國特勤局）
- 特別行動中心（隸屬於中央情報局）
- 特別行動反應小組（英语）（隸屬於聯邦監獄管理局）

其他事務部門
- 美國公共衛生服務軍官團（隸屬於美國公共衛生局）
- 美國海洋與大氣管理局軍官團（英语）（隸屬於國家海洋大氣管理局）

駐外美軍
- 美軍駐日部隊
- 美軍駐韓部隊

### 美國本土外小島嶼
美國本土外小島嶼的防禦由美國負責。

### 美屬維爾京群島
美屬維爾京群島沒有常規軍隊，防禦由美國負責。

## 南美洲

### 阿根廷
阿根廷共和國武裝力量
阿根廷國防部
- 阿根廷陸軍（英语）
- 阿根廷海軍
  - 艦隊司令部（英语）
  - 潛水艇司令部（英语）
  - 海軍航空司令部（英语）
  - 海軍陸戰司令部（英语）
- 阿根廷空軍

阿根廷安全部
- 阿根廷國家憲兵
- 阿根廷海岸防衛隊（英语）

### 玻利维亚
玻利維亞武裝力量
- 玻利維亞陸軍（英语）（EB）
- 玻利維亞海軍（FNB）
- 玻利維亞空軍（英语）（FAB）

玻利維亞內政部
- 玻利維亞國家警察（英语）（PNB）

### 巴西
巴西武裝力量
- 巴西陸軍（英语）
- 巴西海軍（包含海軍航空兵和海軍陸戰隊）
- 巴西空軍

司法和公共安全部
- 國家公安部隊（英语）

### 智利
智利武裝力量
- 智利陸軍（英语）
- 智利海軍（英语）（包含海軍陸戰隊（英语）和海岸防衛隊（西班牙语））
- 智利空軍

智利內政和公共安全部
- 智利憲兵（國家警察部隊，同時對國防部和內政部負責）

### 哥伦比亚
哥倫比亞軍事部隊
- 哥倫比亞國民軍（英语）
- 哥倫比亞海軍（英语）（包含海軍陸戰隊（英语）和海岸防衛隊（英语））
- 哥倫比亞空軍（英语）
- 哥倫比亞國民警察（英语）（隸屬於國防部）

### 
厄瓜多爾武裝部隊
- 厄瓜多爾陸軍（英语）
- 厄瓜多爾海軍（英语）（包含海軍陸戰隊、海軍航空兵和海岸防衛隊）
- 厄瓜多爾空軍（英语）
- 聯合司令部
- 網路防禦作戰司令部

厄瓜多爾內政部
- 厄瓜多爾國家警察

### 福克蘭群島
福克蘭群島軍事
福克蘭群島的防禦由英國負責，聯同南喬治亞和南桑威奇群島都受英軍南大西洋群島部隊（BFSAI）保護，島上有一支福克蘭群島防衛軍（FIDF，志願軍）。

### 
法屬圭亞那部隊
圭亞那國防軍
- - 圭亞那陸軍
  - 圭亞那航空隊
  - 圭亞那海岸警衛隊
  - 圭亞那人民民兵（後備軍）

### 巴拉圭
巴拉圭武裝部隊司令部
- 巴拉圭陸軍（英语）
- 巴拉圭海軍（包含海軍陸戰隊）
- 巴拉圭空軍

### 秘魯
秘魯武裝部隊
- 聯合司令部（英语）
- 秘魯陸軍（英语）
- 秘魯海軍（包含海岸防衛隊（英语））
  - 秘魯海軍航空兵（英语）
  - 秘魯海軍陸戰隊（英语）
- 秘魯空軍（英语）

秘魯內政部
- 秘魯國民警察（英语）

### 南乔治亚和南桑威奇群岛
南喬治亞和南桑威奇群島的防禦由英國負責。

### 苏里南
蘇里南國民軍
- 蘇里南陸軍
- 蘇里南海軍
- 蘇里南空軍（英语）
- 蘇里南憲兵（英语）

### 乌拉圭
烏拉圭武裝部隊
- 烏拉圭國民陸軍（英语）
- 烏拉圭國民海軍（英语）（包含海軍陸戰隊、海軍航空兵和海岸防衛隊）
- 烏拉圭空軍（英语）
- 烏拉圭共和國衛隊（西班牙语）（隸屬於內政部（西班牙语））

### 委內瑞拉
委內瑞拉玻利瓦爾共和國武裝部隊
- 委內瑞拉陸軍
- 委內瑞拉海軍（英语）
  - 委內瑞拉海軍陸戰隊（英语）
- 委內瑞拉空軍
- 委內瑞拉國民警衛隊（英语）
- 委內瑞拉民兵（英语）

委內瑞拉國民警察
- 特種行動部隊

## 大洋洲

### 美属萨摩亚
美屬薩摩亞沒有常規軍隊，防禦由美國負責。

### 
澳大利亞國防軍
- 澳大利亞陸軍
- 澳大利亞皇家海軍
- 澳大利亞皇家空軍

### 圣诞岛
聖誕島沒有常規軍隊，防禦由澳大利亞負責。

### 科科斯（基林）群島
科科斯（基林）群島沒有常規軍隊，防禦由澳大利亞負責。

### 庫克群島
庫克群島地方防衛軍自1945年解散後，島上就沒有常規軍隊，現在由庫克群島警察部隊負責地區安全。

### 斐济
斐濟共和國軍事部隊
- 陸軍司令部
  - 斐濟步兵團（英语）
  - 斐濟海軍單位（英语）
- 戰略司令部

### 法屬玻里尼西亞
法屬波利尼西亞部隊

### 關島
關島的防禦由美國負責。

### 基里巴斯
基里巴斯沒有常規軍隊，由澳大利亞和紐西蘭負責防禦、基里巴斯警察部隊負責國家安全。

### 马绍尔群岛
馬紹爾群島沒有常規軍隊，根據《自由聯合協定》由美國負責軍事防禦、馬紹爾群島警察部隊負責國家安全。

### 密克羅尼西亞聯邦
密克羅尼西亞聯邦沒有常規軍隊，根據《自由聯合協定》由美國負責軍事防禦、密克羅尼西亞聯邦警察負責國家安全。

### 瑙鲁
瑙魯沒有常規的武裝部隊，根據兩國之間的非正式協議，由澳大利亞負責瑙魯的防禦。

### 新喀里多尼亞
法軍駐新喀里多尼亞部隊

### 新西兰
紐西蘭國防軍
- 紐西蘭陸軍
- 紐西蘭皇家海軍
- 紐西蘭皇家空軍

### 纽埃
紐埃沒有正式的軍隊，由紐埃警察負責地區安全。

### 诺福克岛
諾福克島的防禦由澳大利亞負責。

### 
北馬利安納群島的防禦由美國負責。

### 帛琉
帛琉沒有常規軍隊，根據《自由聯合協定》由美國負責軍事防禦、帛琉司法部負責國家安全。

### 
巴布亞新幾內亞國防軍

### 皮特凯恩群岛
皮特肯群島的防禦由英國負責。

### 萨摩亚
薩摩亞沒有常規軍隊，根據兩國協議由紐西蘭提供軍事援助，由薩摩亞警察負責國家安全。

### 所罗门群岛
所羅門群島沒有常規軍隊，由所羅門群島皇家警察負責國家安全。

### 托克勞
托克勞的防禦由紐西蘭負責。

### 
東加國王軍隊
- - 聯合部隊總部
  - 東加陸軍（包含皇家衛隊、海軍陸戰隊和聯合後勤與技術支援隊）
  - 東加海軍（英语）
  - 訓練隊
  - 航空隊
  - 支援單位
  - 地方部隊

圖瓦盧沒有常規軍隊，由圖瓦盧警察部隊負責國家安全。
瓦努阿圖沒有常規軍隊，由瓦努阿圖警察部隊（含機動部隊和航海部隊）負責國家安全。
瓦利斯和富圖那的防禦由法國負責。

## 國際和區域組織

### 聯合國
- 聯合國維和部隊
- 聯合國軍

### 歐洲聯盟
歐盟軍事
- 歐洲聯盟軍
- 歐洲海事部隊（英语）
- 歐洲憲兵部隊
- 歐洲航空運輸司令部（英语）
- 歐盟戰鬥群（英语）

### 非洲聯盟
- 非洲待命部隊（英语）

### 阿拉伯國家聯盟
阿拉伯國家聯盟軍事

### 海灣阿拉伯國家合作委員會
- 半島護盾部隊（英语）

## 外部連結
- CIA World Factbook （页面存档备份，存于）
- Countries Ranked by Military Strength （页面存档备份，存于）